# Henrik Munktell (1903–1962)
Axel Henrik Munktell, född den 1 december 1903 i Kopparbergs församling, Falun, Kopparbergs län, död den 20 december 1962 i Uppsala domkyrkoförsamling, Uppsala, var en svensk professor och riksdagsman (högern).
Munktell blev 1942 professor i rättshistoria och romersk rätt vid Uppsala universitet. Han var ledamot av andra kammaren från 1953, invald i Uppsala läns valkrets.